# Amador
Amador és una pel·lícula espanyola estrenada l'octubre de 2010, del director i guionista madrileny Fernando León de Aranoa, autor també del treballs Familia, Barrio, Los lunes al sol i Princesas.

## Argument
La pel·lícula explica la història de Marcela (Magaly Solier), una jove amb pocs recursos que es dedica al comerç de les flors juntament amb la seva parella. Cansada de viure la vida que porta, decideix marxar. Un cop presa la decisió, descobreix que està embarassada. Aquest fet l'obliga a quedar-se i agafar una feina de vetlladora d'un senyor gran i malalt, Amador (Celso Bugallo).
La relació entre aquests dos personatges està farcida de silencis i secrets que es van descobrint a mesura que la narració cinematogràfica avança. Quan sembla que la convivència es fa cada vegada més planera, Amador mor. Marcela s'adona que la seva situació es complica perquè perdrà el sou i és en aquest punt on aflora la necessitat de supervivència. S'enfronta en un dilema moral difícil que la conduirà cap a l'esperança d'una nova vida i que se suposa que culminarà amb el naixement del seu nadó.

## Repartiment
- Magaly Solyer com a Marcela
- Celso Bugallo com a Amador
- Pietro Sibille com a Nelson
- Sonia Almarcha com a Yolanda
- Fanny de Castro com a Puri

## Comentari
Marcela se'ns retrata com una víctima més d'una societat que aglutina en barris marginals a les persones amb escassos recursos. Sota l'aparença de dona fràgil, la protagonista lluita perquè la seva maternitat tiri endavant i s'inventa un món fictici dins l'habitació d'Amador, un espai ple de flors perfumades que ajuden amagar la trista realitat.
Els diàlegs dels personatges són curts però precisos. Hi ha una confluència de converses quotidianes i banals amb d'altres on l'espectador no pot deixar d'esclafir en una rialla espontània davant de situacions fora de lloc i divertides, com per exemple, en les escenes on Marcela se sincera amb la prostituta o bé la conversa que manté amb el capellà de l'església on ella va a resar. Frases en doble sentit i situacions tan humanes i reals aporten a la pel·lícula un punt d'humor que es contraposa al ritme lent de la trama cinematogràfica.
La simbologia de les sirenes i del trencaclosques esdevenen pilars bàsics per bastir la narració fílmica, recursos encertats que fan tribut a l'estil tan personal del seu director. El mort, sense saber-ho, esdevindrà un mestre perquè condicionarà l'actitud de la noia en un futur pròxim, uns aprenentatges que desvetllaran a la jove Marcela cap a un bri de llum que farà que enfronti la vida amb uns altres ulls.